# MAYA-1 (cable submarino)

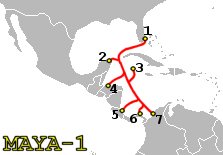
Ruta del MAYA-1

MAYA-1 es un cable submarino encargado de recibir y transmitir datos digitales mediante fibra óptica. Inició sus operaciones en el año 2000, usando las tecnologías SDH y EDFA, tiene una capacidad de transmitir y recibir 95 GBps, es propiedad y está gestionado por las compañías AT&T, Telmex, Hondutel, y el Instituto Costarricense de Electricidad, tiene 4.323 kilómetros (2.734 millas) de longitud y fue fabricado por ASN (Alcatel Submarine Networks). 
Tiene puntos de amarre en: 
1. Hollywood, Florida, EE. UU.
2. Cancún, México
3. Half-Moon Bay, Gran Caimán, Islas Caimán
4. Puerto Cortés, Honduras
5. Puerto Limón, Costa Rica
6. María Chiquita, Panamá
7. Tolú, Colombia